# الدمج الشرقي (حورة)
'

تعديل مصدري - تعديل

الدمج الشرقي هي إحدى قرى عزلة حوره بمديرية حورة التابعة لمحافظة حضرموت، بلغ تعداد سكانها 39 نسمة حسب تعداد اليمن لعام 2004.